# Croton stylosus
Croton stylosus är en törelväxtart som beskrevs av Johannes Müller Argoviensis. Croton stylosus ingår i släktet Croton och familjen törelväxter. Inga underarter finns listade i Catalogue of Life.